# Hủ Tiếu Bò Kho

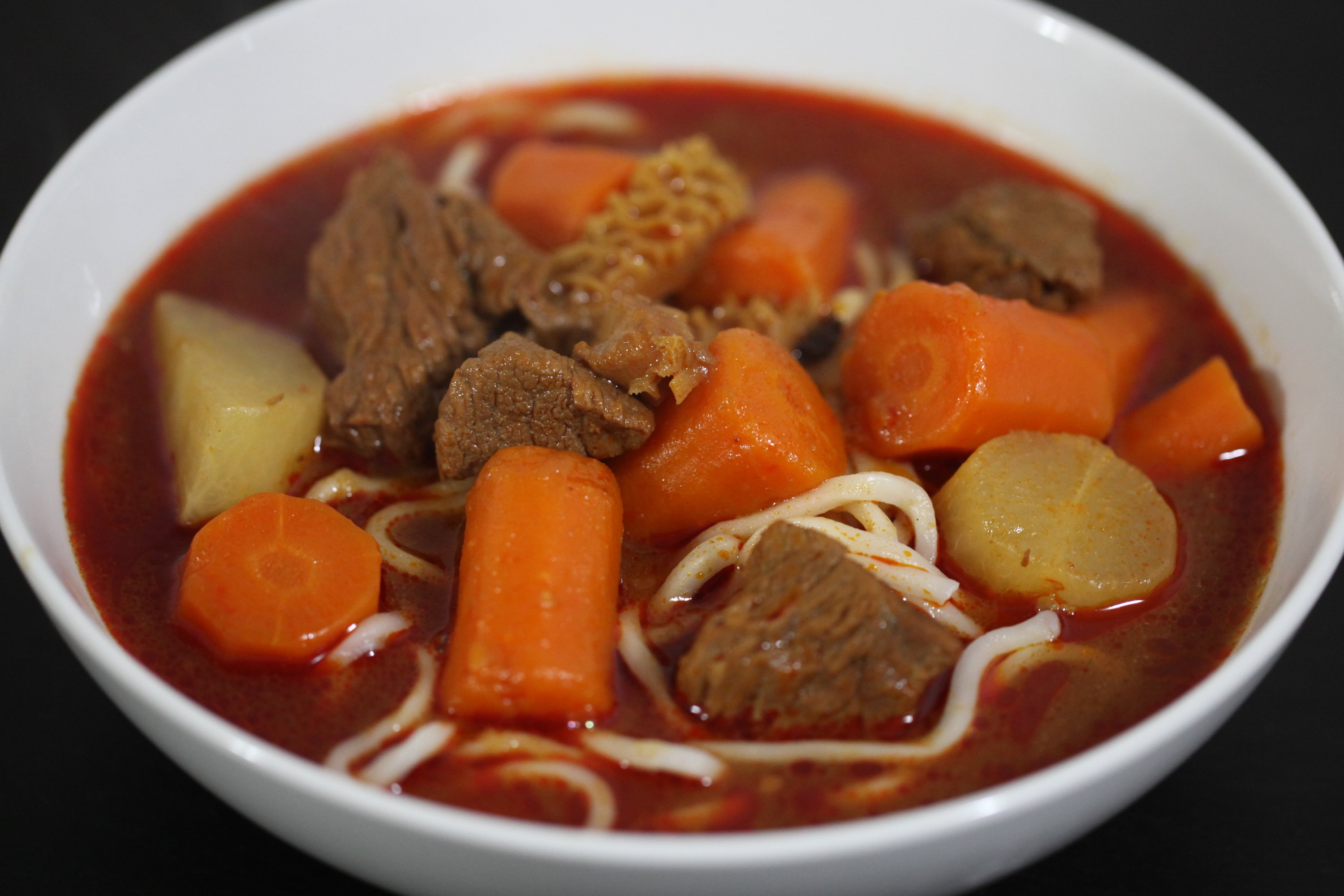
Hủ Tiếu Bò Kho

Hủ Tiếu Bò Kho – mięsne danie kuchni wietnamskiej.
Podstawowe składniki to makaron i gotowana wołowina. Wołowinę gotuje się z warzywami (najczęściej są to: marchew, cebula, czosnek, kukurydza) i grzybami, tworząc bulion, który przyprawia się m.in. cukrem, cytryną, chili, pieprzem, sosem sojowym i glutaminianem sodu. Danie można sporządzić także ze składników gotowych - np. wołowiny w puszce.